# NGC 5909
NGC 5909 је спирална галаксија у сазвежђу Мали медвед која се налази на NGC листи објеката дубоког неба.
Деклинација објекта је + 75° 23' 4" а ректасцензија 15h 11m 27,9s. Привидна величина (магнитуда) објекта NGC 5909 износи 14,0 а фотографска магнитуда 14,8. NGC 5909 је још познат и под ознакама UGC 9778, MCG 13-11-10, CGCG 354-21, KCPG 460A, NPM1G +75.0113, PGC 54223.